# Суваннапхум
Суваннапхум або Суварнабхумі — місто-держава на території сучасного Центрального Таїланду. Згадується в багатьох стародавніх індійських літературних джерелах і буддійських текстах, таких як Махавамса, з оповідань Джатака, Міліндапаньга і Рамаяна. З санскриту перекладається як «Золота земля».

## Історія
Місто розташовувалося десь на узбережжі центральної рівнини у ампхе У Тонг. Ці твердження базуються на археологічних доказах людських поселень у цьому районі, що датуються понад 4000 роками, і знахідках римських монет III ст.
Можливо відомий у давньоримського географа Клавдія Птолемея як Авреа Регіон зі столицею Тіна на східному березі Магнус Синус (Сіамської затоки). Посилаючись на переклад назви Суваннапхум, вважають, що про цю державу йдеться в Періплі Еритрейського моря як Хриза (Країна золота), в праці Діонісія Перієгета — Острів Хриз.
Супхан Бурі (від санскриту Суварнапура, «Золоте місто») у сучасному центральному Таїланді було засноване у 877-882 роках як місто мономовної держави Двараваті, що вказує на те, що Двараваті в той час ідентифікували як Суварнабхумі. Втім припускають, що спочатку існувало місто-держава Суваннапхум, що у IV ст. стало основою для утворення Двараваті. або було підкорено останньою.
Хоча його точне місцезнаходження невідоме та залишається предметом дебатів, Суварнабхум був важливим портом уздовж торговельних шляхів, що пролягали через Індійський океан, куди прибували судна з портів у Басрі, Убуллі, Сірафі, Маскат (на Арафійському піострові), Малабару, Шрі-Ланки, Нікобару, Кедах (Малаккський піострів).

## Інші ймовірні розташування
На основі епіграфічних відомостей (насамперед кам’яний напис з провінції Кампонг-Спеу, часів Ісанавармана I) вказують на Фунанське королівство, яке мало морські зв’язки з Індією через свій порт Ок Ео (можливий аналог Тіни у Птолемея). Крім того, китайська назва «Фунан» для Камбоджі може бути транскрипцією «Суванна», що співвідносить з Суваннапхумом.
Також висувають версія щодо розташування на Малайському півострові, оскільки Клавдій Птолемей називав його Золотим Херсонесом («Золотим півостровом»). Разом з тим висувається версія, що Суваннапхум  є назвою регіону, куди включають Нижню Бірму, південний Таїланд та Малаккський півострів.
Вказують на Суматру, яку в давнину називали Суварнадвіпа (Золотий острів). Це відповідає зонам видобутку золота, традиційно відомим на нагір'ї Мінангкабау в горах Барісан.
Є твердження, що Суварнабхумі знаходився в центрі Бенгалії в Сонаргаоні (Золотому селі). У деяких джайнських текстах згадується, що купці з Анги (у сучасному Біхарі, штат Індії, який межує з Бенгалією) регулярно плавали до Суварнабхумі, а стародавня Бенгалія була розташована дуже близько до Анги, з’єднана річками дельта Ганг-Брахмапутра. Навіть сьогодні бенгальці часто називають свою землю «Шонар Бангла» (Золота Бенгалія).